# Bankovní tajemství
Bankovní tajemství je způsob nakládání s informacemi, které banka získává ve styku s klienty a v souvislosti s jejich obchody. Tyto informace se mohou šířit mimo banku jen za okolností daných zákonem země, ve které banka působí.
Zachovávání bankovního tajemství je od počátku bankovnictví důležitým prvkem vztahu klienta a banky. Ochraňuje jeho soukromí, tají jeho obchodní kontakty, finanční toky a obchody, stav jeho majetku. Bance přináší při jeho dodržování důvěru klientů. Bankovní tajemství přináší však také riziko krytí zločinů a ukrývání majetku před oprávněnými. Zvláště z těchto důvodů absolutní bankovní tajemství nyní ve své ryzí podobě prakticky neexistuje.

## Bankovní tajemství v České republice
Úpravu bankovního tajemství obsahuje část třináctá zákona č. 21/1992 Sb., o bankách. Konkrétně v ust. § 38 odst. 1 stojí:
Na všechny bankovní obchody, peněžní služby bank, včetně stavů na účtech a depozit, se vztahuje bankovní tajemství.
Uvedené ustanovení má deklaratorní povahu; nelze tak tvrdit, že by bankovní tajemství bylo zákonem zakotveno, zákon pouze bere jeho existenci na vědomí a uznává ji.
Bankovní tajemství nepředstavuje absolutní povinnost mlčenlivosti banky o svých klientech a jejich aktivitách. Už jen zmíněné ustanovení § 38 zákona o bankách odkazuje na celou řadu situací, kdy banka může nebo musí klienta odhalit (např. na dotaz orgánu finanční správy, soudu, orgánů činných v trestním řízení anebo v situaci, kdy by banka na klienta podávala trestní oznámení).
Banka je povinna prolomit bankovní tajemství i v relativně banální situaci, kdy klient banky (nebo jiného peněžního ústavu) nedopatřením pošle peníze na jiný účet, než zamýšlel. Banka mu na vyžádání identifikuje majitele účtu, a to v rozsahu, který žadateli o tyto informace umožní majitele účtu kontaktovat, případně od něj zaslanou částku vymáhat. A konečně v situaci, kdy klient banky poruší své smluvní nebo zákonné povinnosti vůči ní nebo se dostane do prodlení s peněžitým plněním delšího než 60 dní, může banka o tomto porušení jiné banky, třetí osoby nebo i veřejnost informovat s uvedením názvu klienta a povahy porušení, kterého se vůči ní dopustil.
Bankovní tajemství přímo či nepřímo upravují tyto zákony:
- zákon č. 21/1992 Sb., o bankách
- zákon č. 69/2006 Sb., o provádění mezinárodních sankcí
- zákon č. 253/2008 Sb., o některých opatřeních proti legalizaci výnosů z trestné činnosti a financování terorismu
- zákon č. 164/2013 Sb., o mezinárodní spolupráci při správě daní
- zákon č. 300/2016 Sb., o centrální evidenci účtů

### Společný reportovací standard
Ve snaze potírat daňové úniky uzavřely některé státy Úmluvu o vzájemné správní pomoci v daňových záležitostech. Ta zavádí Společný reportovací standard, automatizovanou výměnu informací o daňových poplatnících a jejich případných daňových povinnostech. Úmluvy se v současné době účastní více než polovina států světa.